# Prudence (Vorname)
Prudence ist ein zumeist weiblicher Vorname.
Er kommt im Französischen als auch im Englischen vor. Es gilt als Umwandlung bzw. Nebenform des lateinischen Namens Prudentia, der von lateinisch „prudentia“ (Klugheit, Vorherwissen, Umsicht) stammt. Eine italienische Variante lautet Prudenzia. Kurzformen des Namens u. a. lauten Pru, Denja, Tissa und Tissia.

## Namensträgerinnen
- Prudence Boissière (1806–1885), französischer Romanist und Lexikograf
- Prudence Crandall (1803–1890), US-amerikanische Lehrerin und Aktivistin gegen die Rassentrennung
- Prudence Heward (1896–1947), kanadische Malerin
- Prudence Hero Napier (1916–1997), britische Primatologin
- Prudence Robertson, US-amerikanische Moderatorin